# Liguilla Pre-Libertadores 1980 (Chile)
La Liguilla Pre-Libertadores 1980 fue la 7º edición de la Liguilla Pre-Libertadores, torneo clasificatorio para la Copa Libertadores de América, organizado por la Asociación Central de Fútbol en la temporada de ese año.
El ganador que clasificó a la Copa Libertadores 1981 fue Universidad de Chile, que ganó 2-1 a Colo-Colo, en partido de definición jugado el 3 de enero de 1981

## Equipos participantes
| Equipo               | Vía de clasificación                              |
| -------------------- | ------------------------------------------------- |
| Universidad de Chile | Subcampeón de la Primera División de Chile 1980   |
| Colo-Colo            | Tercer lugar de la Primera División de Chile 1980 |
| O'Higgins            | Cuarto lugar de la Primera División de Chile 1980 |
| Deportes Concepción  | Quinto lugar de la Primera División de Chile 1980 |

## Desarrollo
El torneo se desarrolló con la modalidad del todos contra todos en dos ruedas, enfrentamientos de ida y vuelta. Si a su término los equipos ganadores habían igualado en puntos, se disputaba un partido de definición entre ellos, si el cual terminaba empate, se jugaba un suplementario de 30 minutos. 

### Primera fecha – Primera rueda
| Liguilla Pre-Libertadores 1980 1º fecha; 11 de diciembre de 1980 | O'Higgins                             | 2:1 | Colo-Colo               | Estadio El Teniente, Rancagua                                     |                                                                   |
|                                                                  | Waldo Quiroz 13' · Juvenal Vargas 31' |     | Carlos Rivas 64' (pen.) | Asistencia: 14.542 espectadores Árbitro(s): Juan Silvagno Cavanna | Asistencia: 14.542 espectadores Árbitro(s): Juan Silvagno Cavanna |

| Liguilla Pre-Libertadores 1980 1º fecha; 11 de diciembre de 1980 | Deportes Concepción | 0:1 | Universidad de Chile | Estadio Regional de Concepción, Concepción |                           |
|                                                                  |                     |     | Jorge Socías 69'     | Árbitro(s): Gastón Castro                  | Árbitro(s): Gastón Castro |

### Segunda fecha – Primera rueda
| Liguilla Pre-Libertadores 1980 2º fecha; 14 de diciembre de 1980 | Colo-Colo                                   | 2:2 | Universidad de Chile                                 | Estadio Nacional de Santiago, Santiago                     |                                                            |
|                                                                  | Luis Miranda 49' · Severino Vasconcelos 85' |     | Leonardo Montenegro 25' (pen.) · Orlando Mondaca 56' | Asistencia: 38.224 espectadores Árbitro(s): Sergio Vásquez | Asistencia: 38.224 espectadores Árbitro(s): Sergio Vásquez |

| Liguilla Pre-Libertadores 1980 2º fecha; 14 de diciembre de 1980 | Deportes Concepción   | 1:2 | O'Higgins                                   | Estadio Regional de Concepción, Concepción                 |                                                            |
|                                                                  | Rodrigo Santander 35' |     | Washington Olivera 40' · Juvenal Vargas 79' | Asistencia: 5.494 espectadores Árbitro(s): Guillermo Budge | Asistencia: 5.494 espectadores Árbitro(s): Guillermo Budge |

### Tercera fecha – Primera rueda
| Liguilla Pre-Libertadores 1980 3º fecha; 17 de diciembre de 1980 | Deportes Concepción       | 2:5 | Colo-Colo | Estadio Regional de Concepción, Concepción              |                                                         |
|                                                                  | Jorge Spedaletti 51', 74' |     | Leonardo Véliz 6' · Severino Vasconcelos 16' · Carlos Rivas 66' · Ramón Héctor Ponce 81' · Alfonso Neculñir 85' | Asistencia: 8.060 espectadores Árbitro(s): Víctor Ojeda | Asistencia: 8.060 espectadores Árbitro(s): Víctor Ojeda |

| Liguilla Pre-Libertadores 1980 3º fecha; 17 de diciembre de 1980 | O'Higgins                                     | 3:0 | Universidad de Chile | Estadio El Teniente, Rancagua                          |                                                        |
|                                                                  | Miguel Ángel Neira 34' · Jorge Núñez 65', 86' |     |                      | Asistencia: 15.669 espectadores Árbitro(s): Mario Lira | Asistencia: 15.669 espectadores Árbitro(s): Mario Lira |

### Primera fecha – Segunda rueda
| Liguilla Pre-Libertadores 1980 1º fecha; 20 de diciembre de 1980 | Universidad de Chile | 1:0 | Deportes Concepción | Estadio Nacional de Santiago, Santiago                      |                                                             |
|                                                                  | Sandrino Castec 43'  |     |                     | Asistencia: 40.689 espectadores Árbitro(s): Guillermo Budge | Asistencia: 40.689 espectadores Árbitro(s): Guillermo Budge |

| Liguilla Pre-Libertadores 1980 1º fecha; 20 de diciembre de 1980 | Colo-Colo                                              | 3:0 | O'Higgins | Estadio Nacional de Santiago, Santiago                    |                                                           |
|                                                                  | Severino Vasconcelos 65', 85' · Ramón Héctor Ponce 76' |     |           | Asistencia: 40.689 espectadores Árbitro(s): Gastón Castro | Asistencia: 40.689 espectadores Árbitro(s): Gastón Castro |

### Segunda fecha – Segunda rueda
| Liguilla Pre-Libertadores 1980 2º fecha; 27 de diciembre de 1980 | O'Higgins         | 1:1 | Deportes Concepción  | Estadio El Teniente, Rancagua                                    |                                                                  |
|                                                                  | Nelson Acosta 20' |     | Jorge Spedaletti 59' | Asistencia: 8.840 espectadores Árbitro(s): Juan Silvagno Cavanna | Asistencia: 8.840 espectadores Árbitro(s): Juan Silvagno Cavanna |

| Liguilla Pre-Libertadores 1980 2º fecha; 27 de diciembre de 1980 | Colo-Colo               | 1:1 | Universidad de Chile  | Estadio Nacional de Santiago, Santiago                     |                                                            |
|                                                                  | Carlos Rivas 61' (pen.) |     | Manuel Pellegrini 56' | Asistencia: 70.261 espectadores Árbitro(s): Sergio Vásquez | Asistencia: 70.261 espectadores Árbitro(s): Sergio Vásquez |

### Tercera fecha – Segunda rueda
| Liguilla Pre-Libertadores 1980 3º fecha; 30 de diciembre de 1980 | Universidad de Chile | 1:0 | O'Higgins | Estadio Nacional de Santiago, Santiago |  |
|                                                                  | Luis Alberto Ramos   |     |           |                                        |  |

| Liguilla Pre-Libertadores 1980 3º fecha; 30 de diciembre de 1980 | Colo-Colo                                     | 2:0 | Deportes Concepción | Estadio Nacional de Santiago, Santiago |  |
|                                                                  | Leonardo Véliz 10' · Juan Carlos Orellana 56' |     |                     |                                        |  |

## Tabla de posiciones
| Pos | Equipo               | PJ | PG | PE | PP | GF | GC | Dif | Pts |
| --- | -------------------- | -- | -- | -- | -- | -- | -- | --- | --- |
| 1   | Colo-Colo            | 6  | 3  | 2  | 1  | 14 | 7  | 7   | 8   |
| 2   | Universidad de Chile | 6  | 3  | 2  | 1  | 6  | 6  | 0   | 8   |
| 3   | O'Higgins            | 6  | 3  | 1  | 2  | 8  | 7  | 1   | 7   |
| 4   | Deportes Concepción  | 6  | 0  | 1  | 5  | 4  | 12 | -8  | 1   |

Pos = Posición; PJ = Partidos jugados; PG = Partidos ganados; PE = Partidos empatados; PP = Partidos perdidos; GF = Goles a favor; GC = Goles en contra; Dif = Diferencia de gol; Pts = Puntos
|  | Clasifica a la definición de la liguilla |

## Definición
| Liguilla Pre-Libertadores 1980 Definición; 3 de enero de 1981 | Universidad de Chile                   | 2:1 | Colo-Colo                | Estadio Nacional de Santiago, Santiago (Chile)           |                                                          |
|                                                               | Sandrino Castec 60' · Arturo Salah 87' |     | Severino Vasconcelos 42' | Asistencia: 74.747 espectadores Árbitro(s): Hernán Silva | Asistencia: 74.747 espectadores Árbitro(s): Hernán Silva |
| Universidad de Chile clasifica a la Copa Libertadores 1981.   |                                        |     |                          |                                                          |                                                          |

## Ganador
| Universidad de Chile                    |
| Ganador Universidad de Chile            |
| Clasificado a la Copa Libertadores 1981 |